# Liste de mines en Afrique
Voici une liste de mines situées en Afrique, triée par type de production et par pays. 

## Liste

### Par pays

#### Algérie
- Mine de Djebel Onk
- Mine de Bled El Hadba
- Mine d'Ouenza
- Mine de Gara Djebilet
- Mine d'Amesmessa
- Mine de Tirek

#### Afrique du Sud
- mine de diamants Baken
- Cullinan diamond mine (anciennement « mine Premier »)
- mine de diamants Finsch
- Kimberley
- Mine de Koffiefontein
- Mine de Venetia

#### Angola
- Mine de Catoca
- mine de diamants Fucauma (en)
- mine de diamants Luarica (en)

#### Botswana
- Mine de Damtshaa
- Mine de Jwaneng
- Mine de Letlhakane
- Mine d'Orapa

#### Autres
- Mine de Murowa, Zimbabwe
- Mine de diamant Williamson, Tanzanie
- mine de diamants Letseng, Lesotho